# Jessica Harp

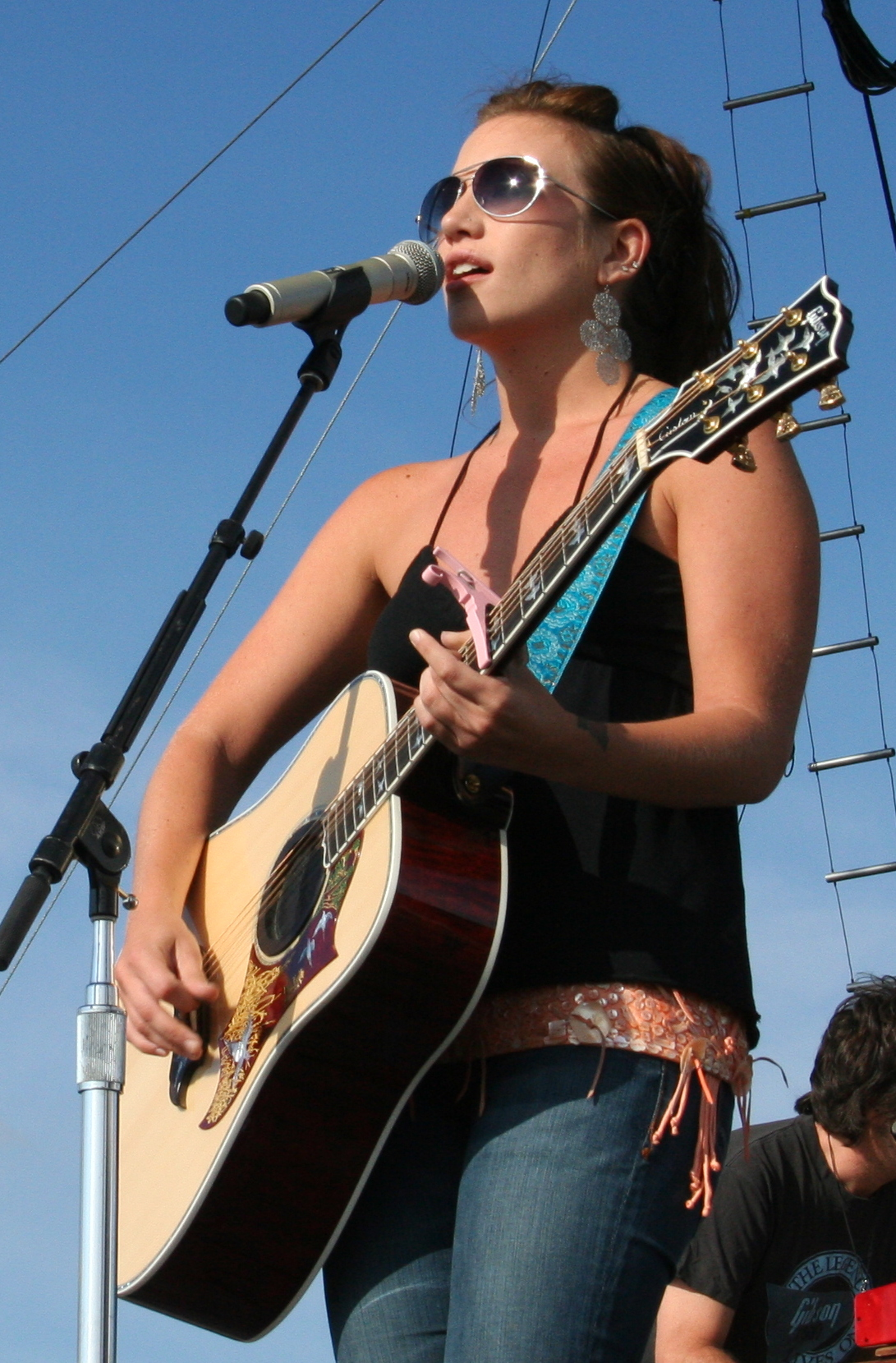

Jessica Leigh Harp (ou Jessica Harp, nascida em 3 de fevereiro de 1982 em Kansas City, Missouri, Estados Unidos) é uma cantora estadunidense de música country.

## Vida Pessoal
Ela cresceu com seus pais e sua irmã e sempre teve amor pela música, cantando pela primeira vez com 3 anos de idade, compondo músicas com 8 anos e com 13 já tocando violão. Ela casou com o jogador Jason Mowery no CJ da Off The Square em Franklin, Tennessee, em 4 de fevereiro de 2008.
Jessica tentou uma carreira solo na música, lançando um álbum independente em 2002 com o nome de Preface.

## The Wreckers
Jessica prosseguido uma carreira solo na música, liberando seu álbum independente, Preface, em 2002, porém ele não teve sucesso. Em 2005, ela juntou-se com sua amiga de muitos anos Michelle Branch para formar The Wreckers, cuja canção "The Good Kind" foi apresentado no seriado One Tree Hill e fez parte da trilha sonora deste. O primeiro álbum do The Wreckers, foi estrelado no dia 23 de maio de 2006, que foi precedida pela única música e vídeo de "Leave the peaces".
Entre 2005 e 2007, ela e Michelle Branch formaram The Wreckers, uma dupla que lideravam o país em 2006 com o disco "Leave the peaces".
Depois de The Wreckers terminado, Jessica começou uma carreira solo na Warner Bros Records, a mesma produtora para a qual foram assinados papeis para a banda The Wreckers.
Em 23 de novembro de 2006, Jessica apareceu no primeiro jogo transmitido ao vivo pela Rede NFL para cantar o Hino Nacional antes do Dia de Ação de Graças, jogo entre sua cidade natal Kansas City Chiefs e os Denver Broncos. Em Dezembro de 2006, The Wreckers foram nomeados para um Grammy Award na categoria de Melhor Desempenho do País por um Duo ou Grupo com vocal para a música "Leave the peaces". Em 24 de janeiro de 2007, The Wreckers realizada no 55o Anual NHL All-Star Game e cantaram o hino nacional americano. A partir do início de Agosto de 2007, tanto Jessica Harp quanto Michelle Branch anunciaram que estavam colocando a banda em espera, enquanto as duas iam para a frente com álbuns solo. A medida foi anunciada na faixa oficial da mensagem bordo, que posteriormente foi fechada.

## Discografia
Seu single, já em sua carreira solo, "Boy Like Me" fez sua estréia no gráfico de Março de 2009.
| Ano  | Album         |
| 2002 | Preface       |
| 2009 | A Woman Needs |